# Ioana Ciomârtan
Ioana Ciomârtan (n. 24 mai 1915, Pitești, România – d. 1993, Balotești, București, România) a fost o actriță română.  A jucat în filme ca Zestrea domniței Ralu (1972), Profetul, aurul și ardelenii (1978) și Zestrea (1973).

## Filmografie
- Noul locatar (TV) (1968) - Portăreasa
- Zestrea domniței Ralu (1971) - mama lui Ianuli
- Drum în penumbră (1972)
- Bariera (1972)
- Zestrea (1973)
- Aventurile lui Babușcă (1973)
- Un comisar acuză (1974)
- Ștefan cel Mare - Vaslui 1475 (1975)
- Hyperion (1975)
- Cercul magic (1975)
- Zile fierbinți (1975)
- Livada de vișini (1975)
- Concert din muzică de Bach (film TV, 1975)
- Ultima noapte a singurătății (1976)
- Tănase Scatiu (1976) - Diamandula
- Tufă de Veneția (1977)
- Misterul lui Herodot (1977)
- Profetul, aurul și ardelenii (1978) - una dintre soțiile profetului
- Drumuri în cumpănă (1979) - Mama Maria
- Un om în loden (1979)
- Iancu Jianu zapciul (1981)
- Declarație de dragoste (1985)
- Tunul de lemn (1986) - Baba Dochia
- Figuranții (1987)